# Schloss Destedt

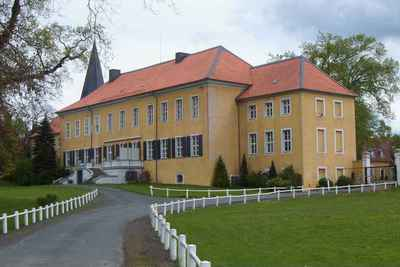
Schloss Destedt

Das Schloss Destedt ist eine im Mittelalter als Wasserburg entstandene Schlossanlage in Destedt im östlichen Niedersachsen. Es soll der Stammsitz des uradligen braunschweigischen Ministerialengeschlechts derer von Veltheim sein.

## Baubeschreibung
Das Schloss besteht aus zwei Obergeschossen, die auf einem kellerartigen Unterbau stehen. Die Gebäudefassade wird durch einen risalitartig vorspringenden Mittelbau mit einem großen Giebel in drei gleiche Teile gegliedert. Der Mittelbau weist vier ionische Kolossalpilaster auf, die durch beide Obergeschosse gehen. Im Giebel finden sich die Wappen derer von Veltheim und von Bibow. Die Inschrift in lateinischer Sprache lautet:
Die alte herrliche Burg Destedt, die lange im Besitz der Herren aus dem Adelsgeschlecht derer von Veltheim war, kam bei der Belagerung durch ihre Feinde, die Bürger aus Braunschweig, im Jahre 1430 in solche Not, dass die Besitzer, die an Flucht denken mussten, sie lieber dem Feuer als dem Feinde überantworten wollten, und ist nun unter der Oberleitung, Fürsorge und günstigen Mithilfe des hochgeborenen Herrn Joachim Ludolf von Veltheim und seiner hochedlen Gemahlin Helene von Bibow zum Ruhme des höchsten Gottes und zum Gedächtnis seines alten Geschlechtes im Jahre 1693 von Grund auf neu erbaut. So steht sie also von dem alten Geschlecht, das einst sie vernichtete, nun wiederum neu aufgebaut, herrlich dar.
Der Zugang durch eine doppelte Freitreppe befindet sich an der Vorderseite des Schlosses. An der Rückseite schließt eine breite Terrasse an, die  über eine 1875 errichtete weitere doppelte Freitreppe zum Park führt.

### Schlosspark

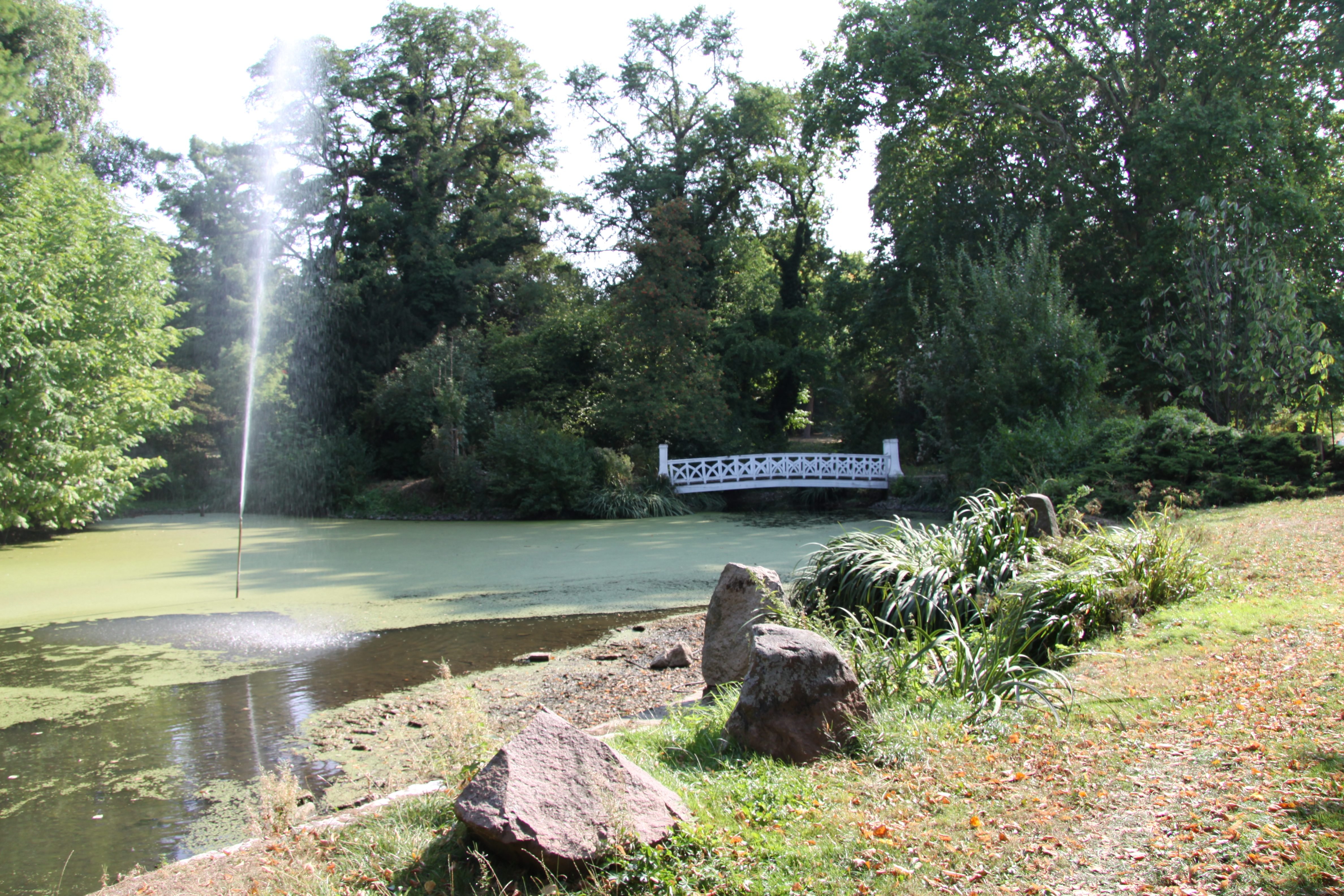
Eingang in den Park über die weiße Brücke

Bei dem Schlosspark handelt es sich seit 1970 um ein Landschaftsschutzgebiet, das beim Landkreis Wolfenbüttel als Schutzgebiet gelistet und für die Öffentlichkeit geöffnet ist.
Das an der Nordseite des Schlosses gelegene Schutzgebiet entstand ab 1750. Es handelt sich um eine botanisch bedeutsame Garten- und spätere Parkanlage. Dafür erwarb der Braunschweiger Legationsrat, Kammerjunker und Hofjägermeister Georg Philipp von Veltheim den benachbarten Pfarrhof durch Landtausch. Der Garten bestand anfangs aus einem Barock-, einem Küchen- und einem Baumgarten. Später wurde er in einen englischen Landschaftsgarten umgestaltet. Laut einer Baumliste von 1992 gibt es 150 Baumarten. Bei etwa der Hälfte handelt es sich um fremde oder exotische Arten. Zu den Besonderheiten des Parks zählen die überwiegend amerikanischen Bäume, die General Friedrich Adolf Riedesel aus Amerika geschickt haben soll.

## Geschichte
Die ältere Geschichte der Befestigungsanlage und ihr Entstehungszeitpunkt sind nicht bekannt. Sie wurde am Fuße des Elms errichtet und sicherte das westliche Vorfeld des Höhenzuges sowie die vorbeiführende Handelsstraße von Braunschweig nach Magdeburg. Im 12. und 13. Jahrhundert stand die Burg im Eigentum der Grafen von Wernigerode. Ab dem Jahr 1356 sind als Eigentümer die Herren von Veltheim und Harbke nachweisbar, als sie sich in den Dienst des Braunschweiger Herzogs Wilhelm stellten. Für 1388 ist überliefert, dass die Herren von Veltheim den kurz nach 1300 erstmals urkundlich erwähnten Ort Destedt in ihrem Besitz hatten.
1430 belagerten Braunschweiger Söldner die Burg. Die Verteidiger setzten die Anlage vor der Einnahme in Brand und flüchteten durch einen unterirdischen Gang in Richtung Elm. Bei Kanalisationsarbeiten von 1980 bis 1983 wurde ein Teil des Ganges freigelegt.
1466 wird die Burg als unbewohnter Rittersitz der Familie von Veltheim urkundlich erwähnt. Zu dieser Zeit wurde sie als Vorwerk genutzt. Nach Matthias Merians Aufzeichnungen aus der zweiten Hälfte des 17. Jahrhunderts soll die Burganlage über Jahrhunderte in Trümmern gelegen haben. Um 1600 erwarb sie der fürstlich-braunschweigische Jägermeister Joachim von Veltheim. Noch vor 1650 wurde der von Veltheimsche Besitz in eine Ober- und eine Unterburg geteilt, die etwa 200 Meter voneinander entfernt liegen. Die Unterburg hatte damals, und bis in die heutige Zeit, das Aussehen eines Wirtschaftshofes. Im Jahre 1693 errichtete Joachim Ludolf von Veltheim im Bereich der Oberburg den heutigen Schlossbau im Barockstil. Bei der Gestaltung hat vermutlich der braunschweigische Landesbaumeister Johann Balthasar Lauterbach eine wesentliche Rolle gespielt.
Georg Philipp III. von Veltheim vollendete den Schlossbau um 1740. Dabei ließ er Nebengebäude, Torhäuser und Seitenflügel errichten. Ab dieser Zeit waren Unter- und Oberburg wieder in der Hand eines Besitzers. Westlich des Schlosses ließ er einen französischen Garten anlegen.